# Силла, Жак Юг
Жак Юг Силла (22 июля 1946, Аналандзирофу, Туамасина, Французский Мадагаскар — 26 декабря 2009, Антананариву, Мадагаскар) — малагасийский политический деятель, премьер-министр Мадагаскара (2002—2007).

## Биография
Жан Юг Силла родился 22 июля 1946 года в семье погибшего в 1967 году в авиакатастрофе бывшего министра иностранных дел Альберта Силлы, работавшего в правительстве при первом президенте страны Филибере Циранане.
В 1993—1996 годах — министр иностранных дел.
Являлся политическим оппонентом президента Дидье Рацираки и был одним из советников Марка Равалуманана, когда он был избран мэром Антананариву в 1999 году.
После кризиса 2001 года и утверждения Конституционным судом итогов выборов, на которых победу одержал Марк Равалуманана, Силла назначен премьер-министром Мадагаскара.
В 2002 году избран генеральным секретарем правящей партии "Я люблю Мадагаскар".
В январе 2007 года, по истечении первого президентского срока Марка Равалуманана, Силла ушёл в отставку.
В 2007—2009 годах — председатель Национального Собрания Мадагаскара.
Во время политического кризиса 2009 года выступал посредником между президентом Марком Равалумананой и лидером оппозиции Андри Радзуэлиной. Впоследствии встал на сторону оппозиции, призвав Равалуманану уйти в отставку.
В сентябре 2009 года был назначен президентом временного конгресса (парламента) страны.